# Pierre Olphe-Galliard
Pour les articles homonymes, voir Galliard.
Pour les autres membres de la famille, voir Famille Olphe-Galliard.
Pierre Marie Louis Esprit Olphe-Galliard, né le 25 mai 1890 à Lyon et mort le 23 avril 1954 à Caumont-sur-Durance, est un officier aviateur et industriel français.

## Biographie

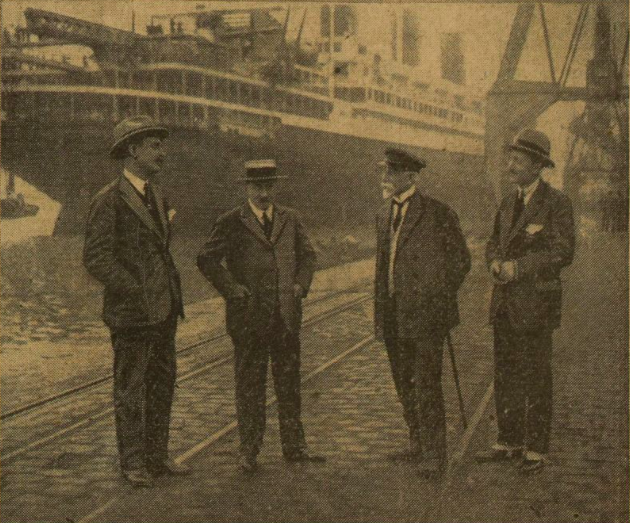
Louis Bréget, président de la Société transatlantique aérienne, André Homberg, directeur de la Compagnie générale transatlantique, Hedde, directeur de la Compagnie Générale Transatlantique au Havre, et Olphe-Galliard, directeur de la Société commerciale de transports transatlantiques.

Pierre Olphe-Galliard est le fils d'Emmanuel Olphe-Galliard, descendant d'une ancienne famille notable de la région gapençaise, et de Marie Fayard de Mille,.
Diplômé de Saint-Cyr, il entre à l'École de cavalerie de Saumur et est officier de cavalerie puis pilote de chasseà l'escadrille SPA 93pendant la Première Guerre mondiale où il se distingue en abattant plusieurs drachens. Il est nommé commandant de l'escadrille SPA 169 en 1918.
Démissionnaire, il fonde en 1920 l'Omnium maritime et commercial, qui deviendra en 1924 la SCTT, qu'il dirige jusqu'à sa mort en 1954.
Fiancé à Mlle de Nervo (petite-fille de Robert de Nervo) en 1919, celle-ci deviendra finalement religieuse auxiliatrices. Il épouse en 1922 Suzanne Dal Piaz,, fille de John Dal Piaz (témoins Olivier Sainsère), président de la Compagnie générale transatlantique et président des armateurs de France,.

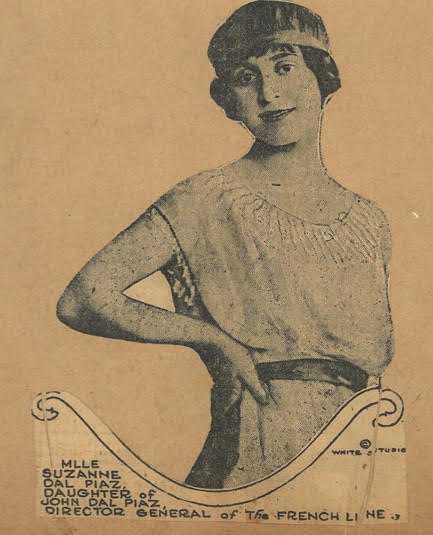
Suzanne Olphe-Galliard (née Dal Piaz), 1920.

En 1928, alors directeur général de la STA, il participe en tant que copilote, au premier lancement d'un hydravion depuis le paquebot Île-de-France qui appartient à la Compagnie générale transatlantique pour gagner un jour dans l’acheminement du courrier postal.
Les essais préliminaires ont lieu au Havre, sur un Lioré et Olivier piloté par Louis Demougeot,, en présence d'André Homberg président de la Compagnie générale transatlantique.
Il est également administrateur de plusieurs sociétés (Chantiers de Penhoët, Compagnie internationale de navigation aérienne, Société transatlantique aérienne, et Société d'Habitation à Bon Marché de Penhoët).
Pierre Olphe-Galliard est cité en 1936 par Augustin Hamon dans son ouvrage « Et voici les 200 familles… ».
Il fonde en 1947, avec la princesse de Broglie, le duc de Maillé, le duc de Brissac, Mme. Brussus, André de Fouquières, Raymond Rodel et Lucien Lacaze le Comité d'Accueil de France destiné à relancer le tourisme en France,.
Il instaure également après la Seconde Guerre mondiale, la ligne Paris-Avignon, afin de développer le tourisme dans le Vaucluse.
Il est propriétaire de la chartreuse de Bonpas et d'un hôtel particulier 61bis boulevard Suchet.